# 日本國鐵DD53型柴油機車
DD53型柴油机车（日语：DD53形ディーゼル機関車）是日本國有鐵道的一款旋转式除雪柴油機車，由汽車製造于1964年研制成功。

## 开发背景
1959年，日本国铁开始在DD13型柴油机车的基础上，开始研制新一代的现代化除雪车辆，并于1960年试制成首台DD14型除雪柴油机车，每台机车装有两台500马力的DMF31SB-R型柴油机，通过DS1.2/1.35型液力传动装置提供牵引及除雪动力，并采用除雪效率较高的旋转式除雪装置，除雪装置的最大功率可达1000马力。DD14型除雪机车被广泛投入到东北、新潟、北海道地区使用，是日本国铁常见的中型旋转式除雪机车，但其除雪能力对于清除本州日本海侧地区的湿雪则显得不足。1964年，根据日本国铁雪害对策委员会的研究，决定开发研制加强除雪能力的大型旋转式除雪机车；同年12月，首台DD53型除雪柴油机车研制成功。
DD53型柴油机车是以DD51型柴油机车为基础而开发的大型除雪机车，其动力传动系统基本上与DD51型柴油机车保持相同，机车上装有两台1100马力的DML61Z-R型柴油机，并采用多循环圆形式的DW2A-R型液力传动装置。DD53型柴油机车能够以单机或重联方式执行除雪任务，当单机使用时两台动力机组分别作为牵引和除雪动力；当与配套的DD20型柴油机车重联使用时，本务机车（DD53型柴油机车）的两台动力机组均用于提供除雪动力，最大除雪功率可达2200马力，而补机（DD20型柴油机车）仅用于提供牵引动力及推动本务机车前进。此外，DD53型柴油机车同样以多功能的兼用原则进行设计，设置在机车前端的除雪装置可以按需要分拆出来，平时无需执行除雪任务时可以作为普通的干线机车使用。
1965年2月，DD53 1号原型车在新潟县小出地区完成首次除雪试验，并且达到了每小时10000吨最大除雪能力的设计要求。随后日本国铁根据其试验结果和使用经验，对DD53型柴油机车的除雪装置作出了一些改进，以减轻除雪装置重量和提高除雪效率。1965年12月，经过改良的DD53 2号机车交付日本国铁使用，并于1966年2月进行了最终的除雪性能确认试验，各项试验均达到了令人满意的结果。1966年，汽車製造又完成生产DD53 3号机车。

## 运用历史

### 国铁时代
DD53型除雪柴油机车最初计划全部投入新潟地区运用，在尽可能减少除雪列车对其他普通列车的干扰的情况下，用于执行上越線和信越本線的高速除雪任务，但由于其他地区的线路不需要如此强大性能的除雪机车，因此DD53型柴油机车并没有投入大量生产。DD53型柴油机车投入运用初期，DD53 1号机车配属北海道的旭川机关区，DD53 2、3号机车则配属东新潟机关区。
东新潟机关区的DD53型除雪机车主要用于上越线和信越本线。虽然这款除雪机车具有优异的除雪效率，但除雪作业时抛出的雪经常击坏线路两侧的通信线路和房舍门窗玻璃；为了改善司机在执行除雪作业时的瞭望条件、及时改变抛雪方向以避免损坏沿线构造物，日本国铁对东新潟机关区的两台DD53型柴油机车进行了一些改造，例如将除雪装置上方的司机室移至抛雪口后边，并简化了转换投雪方向的操作过程。自1970年代中期开始基于除雪补助机车合理化的原因，东新潟机关区以DE10型柴油机车取代了DD20型柴油机车，由于DE10、DD53型柴油机车的液力传动装置调速档位不同，因此还需要对两者的重联控制系统进行改造。1982年，随着上越新幹線通车之后在来线优等旅客列车数量被削减，加上新潟地区冬季降雪量减少，DD53型柴油机车的运用频率越来越少，一般的除雪任务只需要使用DD14型柴油机车。除此之外，DD53型柴油机车在1970年代还曾经担当羽越本線和磐越西線的定期客货列车牵引任务。
至于配属旭川机关区的DD53 1号机车，由于北海道地区的雪质与本州不一样，因此甚少使用DD53型柴油机车执行除雪任务，反而經常在冬季作为宗谷本線鹽狩嶺区间的列车尾部补机使用。1976年，DD53 1号机车转配属本州的新庄机关区，主要担当奥羽本線雄胜岭区间的除雪任务，至1986年停运报废。此后，这台机车被转移到高崎运转所存放，后来进入群馬縣安中市的碓冰嶺鐵道文化村静态保存。

### 民营化后

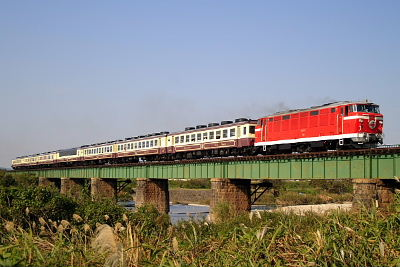
DD53 2号机车牵引“磐越物语号”临时列车（2006年11月5日）

1987年4月国铁分割民营化之后，DD53 2、3号机车被東日本旅客鐵道（JR東日本）繼承，并配属长冈运转所（今长冈车辆中心）。DD53 2号机车主要担当信越本線黑姬至直江津間的除雪任务，而DD53 3号机车则用于上越線水上至宮内間的除雪任务，但由于冬季降雪量减少等原因，实际上DD53型柴油机车很少出动。2001年，DD53 3号机车停运报废。
JR东日本的DD53型柴油机车亦曾经多次用来牵引临时团体列车。1987年4月，为配合新潟新干线车辆基地向公众开放的活动，组织开行長岡至新潟的临时旅客列车，该特别列车由搭载除雪装置的DD53型柴油机车、EF64型1000番台电力机车、14系客車、DE15型柴油机车组成，这是自1970年代以来DD53型柴油机车再次牵引旅客列车。2006年11月3日至5日，“磐越物语号”列车在磐越西線新津至会津若松间由DD53 2号机车牵引，以代替正在进行车辆检修的C57型180号蒸汽机车。2007年4月14日至15日，DD53 2号机车再次牵引“磐越物语号”团体临时列车，但这次列车经由羽越本線运行。DD53 2号机车完成这次牵引任务后正式脱离运用，并作为保留车存放在长冈车辆中心内，至2010年3月10日自行回送至秋田综合车辆中心，并于同日除籍报废。

## 技术特点

### 总体布置

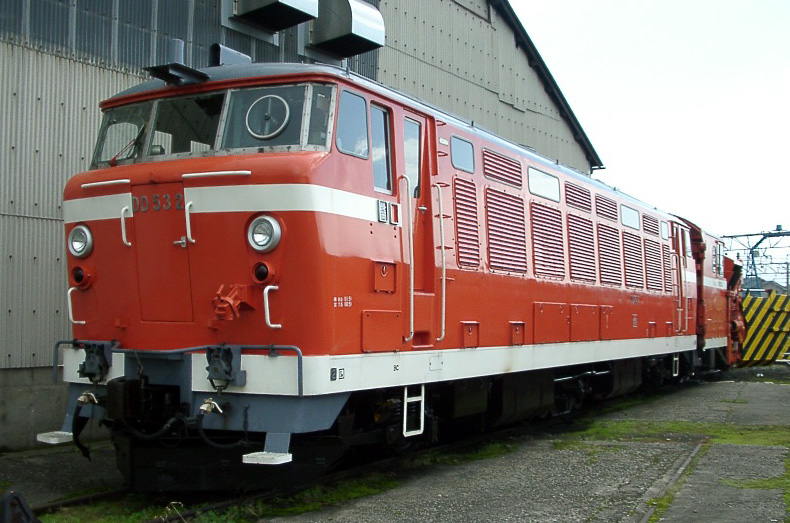
DD53型柴油机车（第二端）的外形

DD53型柴油机车是兼作干线机车的液力传动除雪柴油机车，采用两端司机室的全钢焊接结构整体承载式箱型车体，而没有采用DD51型柴油机车的中间司机室布置。DD53型柴油机车装有两套对称布置的动力传动机组，机车上部从前端至后端顺序布置有第一司机室、第一动力室、冷却传动室、第二动力室、第二司机室。车体两端各设有一个司机室，司机室前窗由三块较大的平面玻璃和两块较小的平面玻璃组成，司机正前方的玻璃还装有旋转除雪窗。司机室内机车运行方向的左侧设有司机操纵台，右侧设有副司机座席及手制动手柄。
动力室和冷却传动室内的设备布置类似于新干线911型柴油机车，车体两侧设有大面积通风百叶窗和采光玻璃窗，车内设有双侧内走廊连接两端司机室。司机室地板下的设备舱内装有静液压泵和空气压缩机。动力室内装有一台柴油机，以及燃油泵、起动电动机、机油热交换器、空气滤清器、排气消音器等配套装置。冷却传动室的下部装有两台液力传动装置和蓄电池组等设备，上部装有两组“V”字形铝制散热器和静液压驱动的轴流式冷却风扇。车体下方除了有三台转向架外，还吊挂着两个燃油箱。

### 柴油机
DD53型柴油机车装用两台DML61Z-R型柴油机，这是一种四冲程、12气缸、涡轮增压、带中冷器的水冷式V型高速柴油机，气缸直径为180毫米，活塞行程为200毫米，气缸夹角为60°；持续功率为1100马力（820千瓦），额定转速为每分钟1500转，最高转速为每分钟1650转，平均有效压力为每平方厘米10.80公斤，单位燃料消耗量为175（+10%）克/有效马力·小时，柴油机净重量为5500公斤。

### 传动系统
主传动路线与DD51型柴油机车基本相同，两套相同的动力传动机组对称布置，分别驱动前后两台动力转向架。液力传动系统主要包括液力传动箱、车轴齿轮箱、万向轴及弹性联轴节等部件。液力传动箱安装在中间转向架的上方，通过橡胶阀座和球面轴承支撑在车体底架上。柴油机通过弹性联轴节及第一万向轴将功率传递到液力传动箱，再从液力传动箱下部的输出法兰，以第二万向轴传给内侧轮对的第一车轴齿轮箱，最后再经过第三万向轴将动力传到外侧轮对的第二车轴齿轮箱。
液力传动装置除了提供走行动力外亦用来驱动除雪装置。当机车单机执行除雪作业时，两台动力机组分别作为牵引和除雪动力。当两台机车重联执行除雪作业时，本务机车的两台动力机组均用于提供除雪动力，而补机仅用于提供牵引动力及推动本务机车前进。DD53型柴油机车采用DW2A-R型液力传动装置，它是在DD51型柴油机车的DW2A型传动装置的基础上，额外增加了一个充排油式液力耦合器，通过动力输出轴来驱动除雪装置。液力传动装置由一对增速齿轮、三个充排油式变扭器、液力耦合器、减速齿轮、回动齿轮、控制机构等部分组成。每台传动装置可选择以牵引模式（变扭器运转）或除雪模式（耦合器运转）工作，液力耦合器利用止回阀进行充排油。传动装置的其他部分则与DW2A型相同，变扭器为三个单级三轮或四轮离心涡轮式液力变扭器，其中起动变扭器（第一变扭器）适用于机车起动和低速工况，而运转变扭器（第二、三变扭器）适用于机车中高速运转工况，使变扭器总是在高效率状态下运转。变扭器的运转状态是根据运行速度和柴油机输出功率而决定，并依靠变扭器的充排油过程来自动完成换档。

### 除雪装置

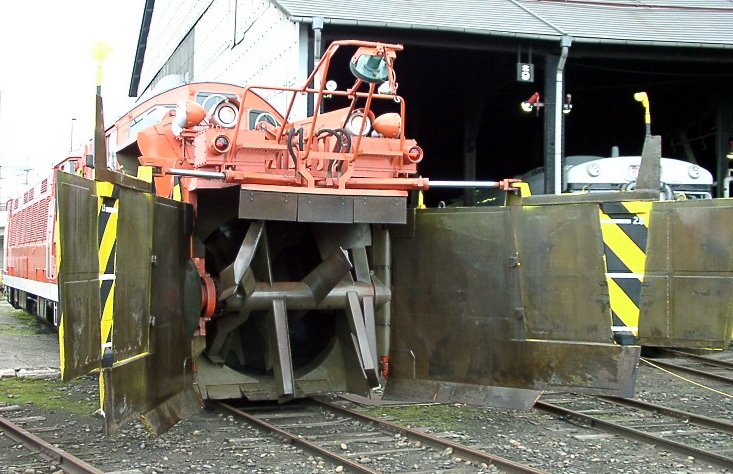
完全打开侧翼板状态的除雪装置

全长超过10米的除雪装置安装在一台TR102型二轴转向架上，并通过自动车钩与DD53型柴油机车连接。DD53型柴油机车采用与DD14型柴油机车量产车相似的旋转式除雪装置，这是一种具有横向旋转轴的螺桨式除雪机，旋转轴装有多把辊棒状刮雪刀以打碎积雪，然后被叶轮吸入后由抛雪筒向线路两侧吹出。除雪装置配有向两侧打开的侧翼板，当侧翼板完全打开时最大除雪宽度可达6米。除雪装置的抛雪筒方向采用固定设计，司机可以按需要选择从其中一个或同时两个抛雪筒抛雪。
1976年，为了使其更有效地执行除雪作业，日本国铁对DD53 2、3号机车的除雪装置作出了一些改进，例如将除雪装置上方的司机室移至抛雪口后边，并简化了转换投雪方向的操作过程。同时，为了避免因除雪量超过投雪能力引起除雪装置“消化不良”，日本国铁于1976年在DD53型柴油机车上安装了一套8位元微机系统，成为世界上最早应用微机控制的柴油机车之一。该系统由一个8位元微处理器、20千字节只读储存器（ROM）、4千字节读写存储器（RAM）组成，利用微机系统的运算能力自动控制除雪装置的功率。由于该系统的运用效果良好，因此后来又被推广到DD14型除雪机车上使用。

### 转向架
DD53型柴油机车采用与DD51型柴油机车相同的B-2-B轴式配置，机车走行部为三台二轴转向架，包括两台装有车轴齿轮箱的DT131型两端转向架、一台只承受车体重量的TR101B型中间转向架。
两端转向架的固定轴距为1800毫米，采用钢板焊接成箱型结构的“H”字形构架，车轴轴箱采用与DD20型柴油机车相同的内侧轴箱方式。两端转向架采用无心盘形式，通过旁承弹簧支承车体重量，并依靠旁承弹簧的扭斜实现转向架的横动和回转。二系旁承悬挂为构架外侧每侧两个并联的螺旋圆弹簧组，车体底架和二系弹簧支承框架之间设有垂向油压减震器。牵引力和制动力通过双侧低位水平牵引拉杆传递。基础制动装置为双侧闸瓦制动，并设有制动横梁以保证两侧闸瓦同步作用，另外还设有闸瓦间隙调整器。DT131系列转向架后来亦被用于DD54、DE10、DE50型柴油机车。
中间转向架是一种旁承承载的无动力转向架，与DD51型柴油机车量产车使用的TR101A型转向架基本相同，固定轴距为1600毫米。构架采用“U”形侧梁的钢板焊接结构，轴箱通过橡胶环安装在构架上，旁承弹簧为两个空气弹簧，利用改变空气弹簧的气压而使轴重变化，使動輪轴重可以根据需要而设定为13吨、14吨或15吨。

## 车辆保存
- DD53 1号机车：静态保存于群馬縣安中市的碓冰嶺鐵道文化村。